# Гуннестад, Стиг-Арне
Стиг-А́рне Гуннеста́д (норв. Stig-Arne Gunnestad; род. 12 февраля 1962, Осло) — норвежский кёрлингист.
В составе мужской сборной Норвегии участник зимних Олимпийских игр 1998 (стали бронзовыми призёрами); также участвовал в зимних Олимпийских играх 1992 года, где кёрлинг был представлен как демонстрационный вид спорта и где мужская команда Норвегии завоевала серебряную медаль. Участник трёх чемпионатов мира (все три раза заняли шестое место), шести чемпионатов Европы (лучший результат — бронзовые призёры в 1986 и 1998). В составе юниорской мужской сборной Норвегии участник трёх чемпионатов мира (лучший результат — серебряные призёры в 1983). В составе мужской сборной ветеранов Норвегии участник шести чемпионатов мира (лучший результат — пятое место в 2016, 2018).
Играет в основном на позициях третьего и второго.

## Достижения
- Зимние Олимпийские игры: серебро (1992; демонстрационный вид спорта), бронза (1998).
- Чемпионат Европы по кёрлингу: бронза (1986, 1998).
- Чемпионат мира по кёрлингу среди юниоров: серебро (1983).
- Чемпионат Норвегии по кёрлингу среди ветеранов: бронза (2025).

- «Команда всех звёзд» (англ. All-Star Team) чемпионата мира среди юниоров: 1983.

## Команды
| Сезон   | Четвёртый         | Третий              | Второй              | Первый          | Запасной                       | Турниры                      |
| ------- | ----------------- | ------------------- | ------------------- | --------------- | ------------------------------ | ---------------------------- |
| 1979—80 | Пол Трульсен      | Флемминг Давангер   | Стиг-Арне Гуннестад | Челль Берг      |                                | ЧМЮ 1980 (9 место)           |
| 1980—81 | Пол Трульсен      | Флемминг Давангер   | Стиг-Арне Гуннестад | Челль Берг      |                                | ЧМЮ 1981 (6 место)           |
| 1981—82 | Пол Трульсен      | Флемминг Давангер   | Стиг-Арне Гуннестад | Челль Берг      |                                | ЧЕ 1981 (6 место)            |
| 1982—83 | Пол Трульсен      | Флемминг Давангер   | Стиг-Арне Гуннестад | Челль Берг      | тренер: Бо Бакке (ЧМЮ)         | ЧЕ 1982 (7 место) · ЧМЮ 1983 |
| 1985—86 | Тормод Андреассен | Флемминг Давангер   | Стиг-Арне Гуннестад | Челль Берг      | Пауль Энгер тренер: Nils Myhre | ЧМ 1986 (6 место)            |
| 1986—87 | Тормод Андреассен | Флемминг Давангер   | Стиг-Арне Гуннестад | Челль Берг      |                                | ЧЕ 1986                      |
| 1991—92 | Тормод Андреассен | Стиг-Арне Гуннестад | Флемминг Давангер   | Челль Берг      |                                | ЧЕ 1991 (7 место)            |
| 1991—92 | Тормод Андреассен | Стиг-Арне Гуннестад | Флемминг Давангер   | Челль Берг      | Пол Трульсен тренер: Бо Бакке  | ЗОИ 1992 (демо)              |
| 1992—93 | Тормод Андреассен | Флемминг Давангер   | Стиг-Арне Гуннестад | Челль Берг      | Пол Трульсен                   | ЧМ 1993 (6 место)            |
| 1993—94 | Тормод Андреассен | Стиг-Арне Гуннестад | Флемминг Давангер   | Челль Берг      | Терье Люсхёуг                  | ЧМ 1994 (6 место)            |
| 1996—97 | Тормод Андреассен | Стиг-Арне Гуннестад | Никлас Ярунд        | Челль Берг      | Флемминг Давангер              | ЧЕ 1996 (6 место)            |
| 1997—98 | Эйгиль Рамсфьелл  | Ян Торесен          | Стиг-Арне Гуннестад | Антон Гримсмо   | Торе Торвбротен                | ЗОИ 1998                     |
| 1998—99 | Тормод Андреассен | Никлас Ярунд        | Стиг-Арне Гуннестад | Челль Берг      | Stig Høiberg                   | ЧЕ 1998                      |
| 2012—13 | Тормод Андреассен | Челль Берг          | Стиг-Арне Гуннестад | Halvard Kverne  |                                | ЧМВ 2013 (7 место)           |
| 2013—14 | Тормод Андреассен | Челль Берг          | Стиг-Арне Гуннестад | Halvard Kverne  |                                | ЧМВ 2014 (8 место)           |
| 2014—15 | Челль Берг        | Стиг-Арне Гуннестад | Morten Tveit        | Halvard Kverne  |                                | ЧМВ 2015 (10 место)          |
| 2015—16 | Челль Берг        | Стиг-Арне Гуннестад | Тормод Андреассен   | Halvard Kverne  |                                | ЧМВ 2016 (5 место)           |
| 2017—18 | Челль Берг        | Стиг-Арне Гуннестад | Тормод Андреассен   | Halvard Kverne  |                                | ЧМВ 2018 (5 место)           |
| 2018—19 | Челль Берг        | Стиг-Арне Гуннестад | Тормод Андреассен   | Joar Eimhjellen |                                | ЧНМ 2019 (6 место)           |
| 2022—23 | Челль Берг        | Стиг-Арне Гуннестад | Тормод Андреассен   | Halvard Kverne  |                                | ЧМВ 2023 (10 место)          |
| 2023—24 | Челль Берг        | Стиг-Арне Гуннестад | Тормод Андреассен   | Halvard Kverne  |                                | ЧНМ 2024 (12 место)          |
| 2024—25 | Челль Берг        | Стиг-Арне Гуннестад | Тормод Андреассен   | Halvard Kverne  | Håvard Nore                    | ЧНВ 2025                     |

(скипы выделены полужирным шрифтом)